# Maison Roussel
La maison Roussel est une maison remarquable de l'île de La Réunion, département d'outre-mer français dans le sud-ouest de l'océan Indien. Située au 18, rue Charles Baudelaire, au Tampon, elle est inscrite en totalité à l'inventaire supplémentaire des Monuments historiques depuis le 12 janvier 2006,.